# 小行星7078
小行星7078（7078 Unojonsson）是一颗围绕太阳公转的小行星。1985年10月17日，克拉斯-英格瓦·拉格爾科維斯特在Kvistaberg发现了此天体。
这颗小行星的绝对星等为191.60076等。